# 保拉·克罗切

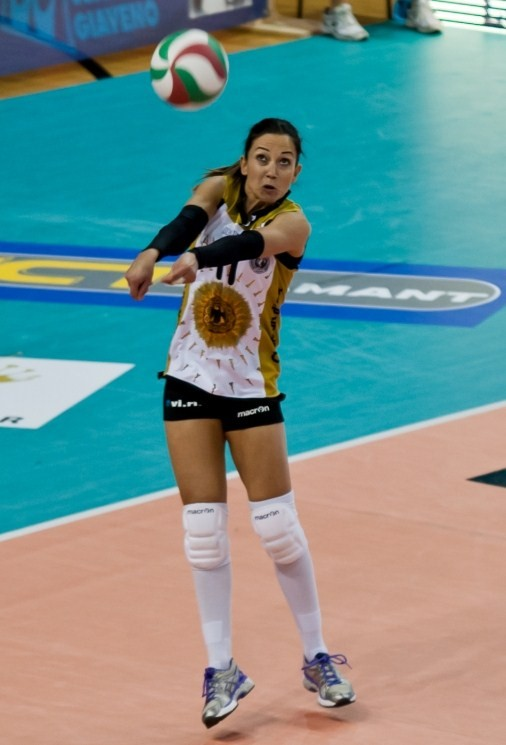
保拉·克罗切

保拉·克罗切（義大利語：Paola Croce，1978年3月6日—），意大利女子排球运动员。她曾代表意大利国家队参加2008年和2012年夏季奥林匹克运动会排球比赛，均未能收获奖牌。